# Đọc

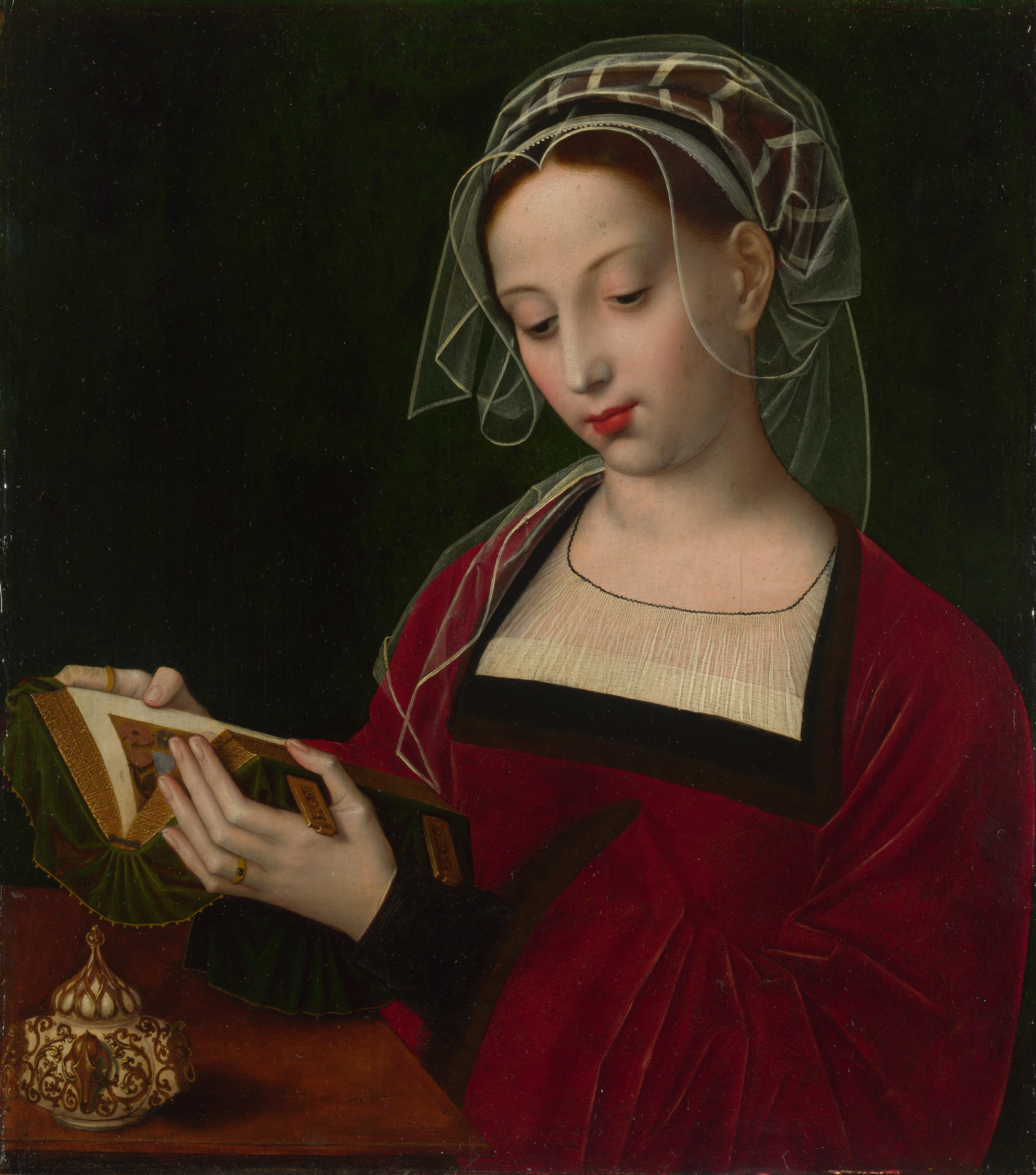
Tranh vẽ về Magdalen đang đọc sách

Đọc là quá trình tiếp nhận ý nghĩa thông qua việc giải mã các biểu tượng (chữ cái, ký hiệu, v.v.). Các kiểu đọc khác mà không phải dựa trên các hệ chữ viết, chẳng hạn như hệ thống ghi chép nốt nhạc hoặc tượng hình. Điểm chung của chúng là việc dịch ý nghĩa của các biểu tượng, ở đây là ý nghĩa của ký hiệu tượng hình hoặc các tín hiệu xúc giác (như trong trường hợp của chữ nổi Braille).

## Tổng quan

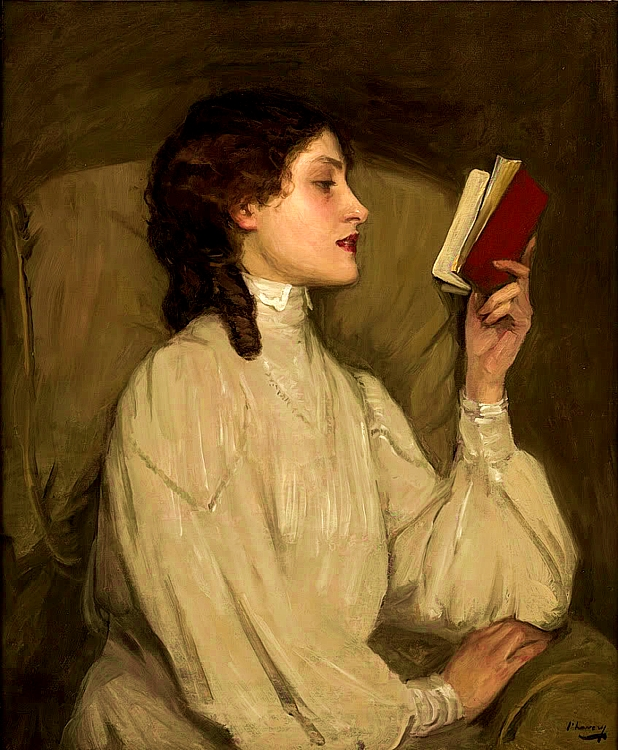
Miss Auras, tranh của John Lavery, vẽ một phụ nữ đang đọc sách

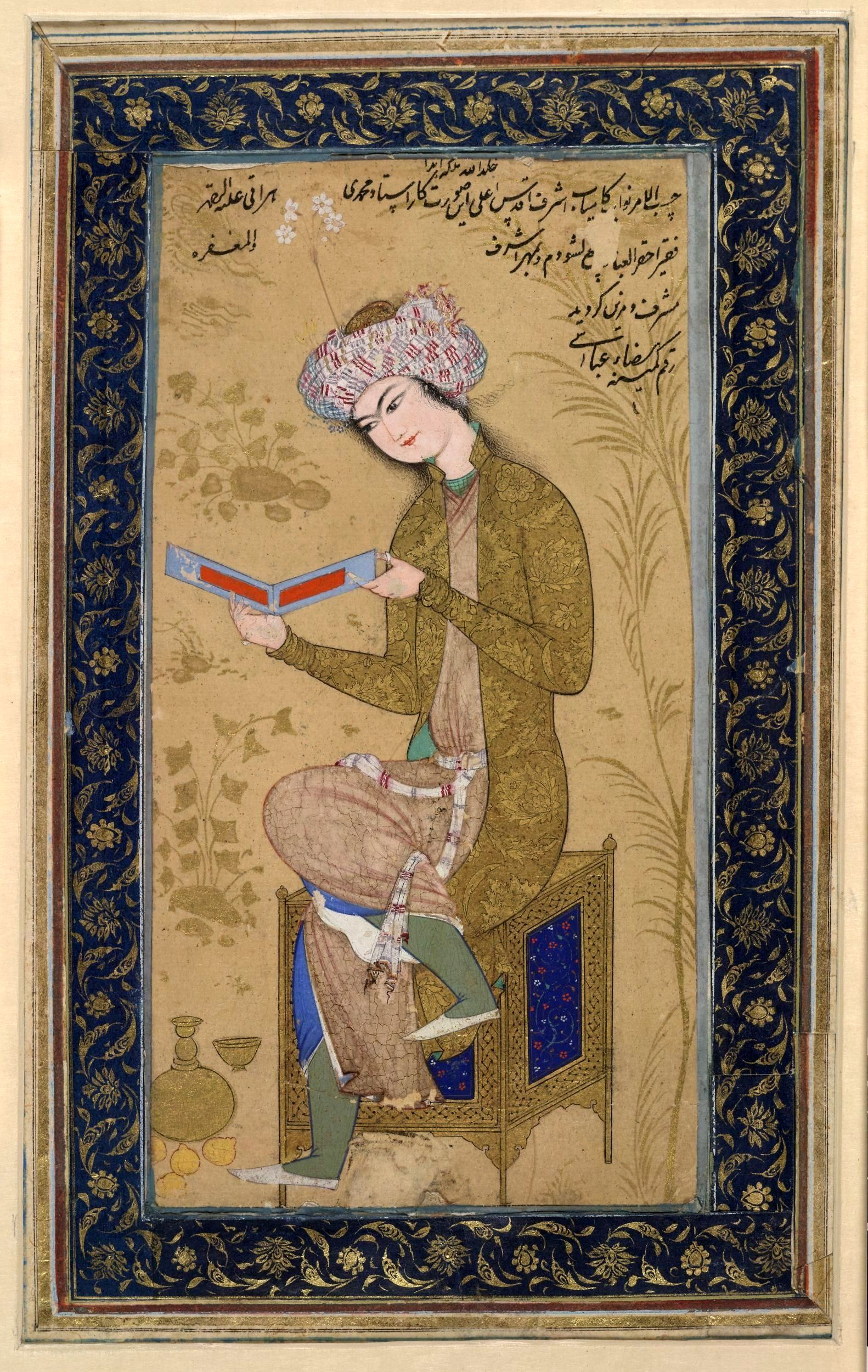
Thiếu niên đọc sách, tranh tiểu họa Ba Tư của Reza Abbasi (1625-6)

Đọc thường là một hoạt động cá nhân được thực hiện trong im lặng, mặc dù đôi khi một người đọc to cho người khác nghe; hoặc đọc to cho chính mình để hiểu rõ hơn. Người đọc văn chương thường chìm vào nội dung tác phẩm, nói cách khác là chuyển đổi ngôn ngữ thành các hình ảnh được mô tả trong tác phẩm. Đọc cũng được coi như một hoạt động giải trí thú vị, nó đem lại cho người đọc cảm giác dễ chịu và thư thái. Những người có trình độ học vấn cao, thông thạo ngôn ngữ, sống ở các thành phố và có địa vị kinh tế xã hội cao thường đọc sách nhiều hơn. Trẻ em cũng đọc tốt hơn khi chúng biết nhiều hơn về thế giới xung quanh và khi chúng coi việc đọc sách là một niềm vui hơn là một công việc bị sai bảo.

### Đọc và biết chữ
Đọc là một phần cơ bản của việc biết chữ. Theo quan điểm lịch sử, biết chữ (literacy) là vừa có khả năng đọc và khả năng viết. Từ những năm 1990, một số tổ chức đã cố gắng định nghĩa việc biết chữ theo nhiều cách khác nhau, vượt ra ngoài khả năng đọc và viết truyền thống. Sau đây là một số ví dụ:
- Khả năng đọc và viết trong tất cả các phương tiện truyền thông (in ấn hoặc điện tử), bao gồm cả khả năng đọc viết phương tiện kĩ thuật số.[8]
- Khả năng đọc hiểu và sử dụng tài liệu in và viết gắn với các bối cảnh khác nhau[9]
- Khả năng tổng hợp bao gồm nghe, nói, đọc, viết.[10]
- Có khả năng đọc hiểu, viết và nói để tạo ra ý nghĩa[11]
- Khả năng giao tiếp bằng cách sử dụng các tài liệu, hình ảnh, âm thanh và phương tiện kĩ thuật số[12]

Ngoài ra, một số tổ chức còn xét đến các kĩ năng tính toán và kĩ năng công nghệ riêng biệt đi kèm với kĩ năng đọc viết.

### Hệ thống chữ viết
Để hiểu một văn bản, thông thường cần phải hiểu ngôn ngữ nói liên quan đến văn bản đó. Bằng cách này, hệ thống chữ viết được phân biệt với nhiều hệ thống giao tiếp ký hiệu khác. Sau khi được thiết lập, hệ thống chữ viết nói chung thay đổi chậm hơn so với hệ thống ngôn ngữ nói tương ứng, và thường bảo tồn các đặc điểm và cách diễn đạt không còn phổ biến trong ngôn ngữ nói. Hệ thống chữ viết còn có khả năng lưu giữ một cách liên tục và lâu dài bản ghi của những thông tin vốn được thể hiện bằng ngôn ngữ nói.

### Bổ ích nhận thức
Đọc sách để giải trí đơn thuần có liên quan đến việc tăng vốn từ vựng và khả năng toán học trong thời kì thanh thiếu niên, và việc đọc sách liên tục với khối lượng lớn trong khoảng thời gian dài cũng có liên quan đến việc đạt được thành tích học tập cao. Nghiên cứu cho thấy đọc sách có thể giúp điều tiết căng thẳng, cải thiện trí nhớ, sự tập trung, tăng cường kỹ năng viết, và trí tưởng tượng. Những lợi ích này tiếp tục kéo dài cho đến tận tuổi trung niên hoặc thậm chí tuổi già. Nghiên cứu cũng cho thấy đọc sách và viết là một trong những hoạt động kích thích não bộ và có thể làm chậm quá trình suy giảm nhận thức ở người cao tuổi.

## Học cách đọc
Học đọc hoặc 'thu nhận kỹ năng đọc là việc thu nhận và thực hành các kỹ năng cần thiết để hiểu được ý nghĩa đằng sau các từ ngừ. Đối với một người đọc có kỹ năng, việc đọc trở nên đơn giản, dễ dàng và tự động. Tuy nhiên, quá trình học đọc là một quá trình phức tạp và được xây dựng dựa trên các kỹ năng nhận thức, ngôn ngữ và xã hội được phát triển từ rất sớm. Là một trong bốn kỹ năng ngôn ngữ cốt lõi (nghe, nói, đọc, viết), đọc là nền tảng để phát triển kĩ năng viết sau này.

### Ngôn ngữ nói
Ngôn ngữ nói là nền tảng của việc đọc (từ rất lâu trước khi một đứa trẻ nhìn thấy bất kỳ chữ cái nào), và những đứa trẻ có khả năng nói tốt sẽ dễ dàng tiến bộ hơn trong việc đọc sau này. Trẻ em có được ngôn ngữ nói trong một vài năm. Thông thường trẻ từ 5 đến 6 tuổi có vốn từ vựng khoảng 2500 đến 5.000 từ và thêm 5.000 từ mỗi năm trong vài năm đầu tiên đi học. Số lượng từ vựng tăng lên của trẻ lúc này không đến từ việc được hướng dẫn hay giảng dạy. Thay vào đó, trẻ em học được rằng ý nghĩa của một từ mới có thể được suy ra bởi vì nó xuất hiện trong cùng ngữ cảnh với các từ quen thuộc. Như nhà ngôn ngữ học người Anh John Rupert Firth nói:
You shall know a word by the company it keeps.— John Rupert Firth

### Các giai đoạn đọc
Nhà tâm lý học người Anh Uta Frith đã giới thiệu mô hình ba giai đoạn phát triển của kỹ năng đọc. Giai đoạn I là giai đoạn nhận diện mặt chữ hay "tiền chữ cái" trong đó đứa trẻ từ 5 tuổi trở xuống chưa thể đọc nhưng vẫn có thể xác định được các từ nhất định dựa trên các manh mối trực quan như hình dạng, nét chữ của từ đó. Giai đoạn II là giai đoạn âm vị học , nơi người học tìm hiểu mối quan hệ giữa các chữ cái (từ ngữ) và âm vị (âm thanh) tương ứng. Giai đoạn III là giai đoạn chính tả , nơi người học đọc các từ quen thuộc nhanh hơn các từ không quen thuộc, và độ dài của từ dần dần không còn ý nghĩa gì nữa.

## Lịch sử của việc đọc
Đọc bắt nguồn từ việc phát minh ra chữ viết từ thiên niên kỷ thứ 4 trước Công nguyên. Mặc dù việc đọc các loại văn bản in ấn hiện là một cách quan trọng để người dân tiếp cận thông tin, nhưng điều này không phải lúc nào cũng đúng. Trước cuộc Cách mạng Công nghiệp lần thứ nhất, chỉ một tỷ lệ nhỏ dân số ở nhiều quốc gia được coi là biết chữ. Một số xã hội tiền hiện đại với tỷ lệ biết chữ cao bao gồm Athens cổ đại và nhà nước Hồi giáo Caliphate.